# WOH G64
WOH G64 е червен хипергигант и петата по-големина известна звезда. Намира се в съзвездието Златна рибка. Разположена е в Големия Магеланов облак на приблизително 163 000 светлинни години от Слънчевата система. Тя е и една от най-ярките познати звезди.

## Размер
По изчисления, големината на звездата възлиза на приблизително 1540  слънчеви радиуса. Ако бъде поставена в центъра на слънчевата ни система, би заела пространството отвъд орбитата на Юпитер.

## Вижте Също
Списък на най-големите познати звезди